# 霞浦街道
霞浦街道，是中国浙江省宁波市北仑区的一个街道办事处，辖区面积26.1平方公里:96。

## 历史
境内古属鄞县泰邱乡，宋熙宁十年（1077年）划归定海县（镇海县），1927年设霞浦张镇（简称霞浦），1936年称霞浦乡、九峰乡、下洋乡，1945年分为霞浦乡、九峰乡、泰浦乡、泰东乡、下洋乡，1950年6月改为霞浦镇、九峰乡、下洋乡、大胡乡，1956年2月霞浦镇、下洋乡、九峰乡、大胡乡、小山乡下史村合并为霞浦乡，1958年10月改为柴桥人民公社霞浦管理区、下洋管理区、九峰管理区、大胡管理区，1959年12月洪山管理区、大胡管理区并入霞浦管理区，1961年8月下史村划归新碶公社，10月改为霞浦公社，1983年10月改为霞浦乡，1988年8月改为霞浦镇，2003年8月撤镇设立霞浦街道:12-14、115:96。

## 行政区划
霞浦街道下辖以下地区：
新浦社区、凤凰社区、黄鹂社区、陈华浦社区、百灵社区、沙湾社区、河东村、朱塘村、通山村、方戴村、书院村、陈华村、山前村、上傅村、水俞村、河西村、霞西村、宝前村、宝山村、胜利村、霞南村

## 交通
329国道老线和新线从霞浦街道穿过，与泰山路（骆霞线）终点相交。轨道交通1号线二期设霞浦站和朱塘村停车场。